# Еврейское кладбище (Хеннен)
Еврейское кладбище в Хеннене (нем. Jüdische Friedhof Hennen) — кладбище в районе Хеннен города Изерлон, расположенное на улице Waldemay; содержит восемь надгробных камней и является охраняемым памятником.